# Chimalpahin Cuauhtlehuanitzin
Chimalpahin Cuauhtlehuanitzin, né en 1579 à Amecameca (dans l'ancienne province de Chalco) et mort en 1660, est un noble et un historien indigène. Son nom espagnol de baptême est Domingo Francisco de San Antón Muñón.
De petite noblesse provinciale chalca, il reçoit une éducation espagnole au collège franciscain de Santiago Tlatelolco de Mexico. Il exerce la fonction de donado (sacristain) à l'ermitage de San Antonio Abad. Son œuvre en langues nahuatl et espagnole nous est conservée à la Bibliothèque nationale de France sous la forme de deux manuscrits. Le Diario n'est pas un journal intime à proprement parler, mais plutôt le récit d'événements divers de 1589 à 1624. Le deuxième manuscrit s'appelle Diferentes historias originales de los Reynos de Culhuacan, y México, y de otras provincias : il est composé de huit « Relations » en nahuatl, écrites entre 1610 et 1631. En 1983 ont été découverts par hasard trois volumes de manuscrits inconnus jusqu'alors, provenant de la Bible Society et que l'on a appelés Codex Chimalpahin. Conservés à la Cambridge University Library, ces documents, écrits de la main de Chimalpahin lui-même, ont contribué à renouveler la connaissance de l'auteur. Ils comprennent entre autres un manuscrit de la Crónica Mexicayotl de Tezozomoc.
Cet indigène acculturé, hispanisé, de convictions chrétiennes, fait volontiers référence aux philosophes et aux Pères de l'Église, ce qui ne l'empêche pas d'être fier de ses origines indiennes et nous vaut des informations précieuses sur l'histoire de Chalco. Son horizon s'étend pourtant au-delà de la Nouvelle-Espagne. C'est en nahuatl, la langue de ses ancêtres, qu'il note par exemple dans son Diario la mort du roi Henri IV en France, ou encore la visite de délégations japonaises au Mexique en 1610 et 1614, dirigées respectivement par Shōsuke Tanaka et Tsunenaga Hasekura. C'est ce qui en fait, pour Serge Gruzinski, un acteur effacé mais représentatif de la « mondialisation ibérique » qui touche les « quatre parties du monde » au XVIe siècle.